# مسجد قرطبة (قصيدة)
مسجد قرطبة (الأردية: مسجد قرطبہ) هي قصيدة أردية من ثمانية مقاطع لمحمد إقبال، كتبها حوالي عام 1932 م ونُشرت في ديوانه "جناح جِبْرِيل" بين عامي 1935 و1936 م. وُصفت بأنها "واحدة من أشهر أعماله" و"تحفة فنية". كما قورنت بقصيدة أحمد شوقي العربية "السينية" لتصويرها الأندلسية الإسلامية "تجسيدًا للأمة الإسلامية المثالية غير الإقليمية"، أي أنها، من منظوري القصيدتين، "مصدر تاريخ العالم".

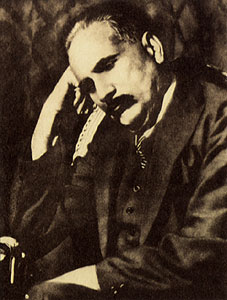
محمد إقبال، رئيس الرابطة الإسلامية في عام 1930 م وملقي الخطاب

## سياق التكوين
سافر إقبال إلى إنجلترا عام 1931 م للمشاركة في مؤتمري المائدة المستديرة الثاني والثالث في لندن. عاد إلى الهند عبر إسبانيا (وفرنسا وإيطاليا أيضًا)، وفي ذلك الوقت زار المسجد الذي يحمل اسم القصيدة، والذي كان قد حُوِّل إلى كاتدرائية منذ زمن طويل. ومع ذلك، فقد كان في ما وُصف بأنه إحدى "أوج مراحل حياته العاطفية" حين ألّف معظم القصيدة، كما يشير عنوانها الفرعي بوضوح:
"هسبانيا كي سرزامين بالخسوس قرطبة من ليخي غاي" أو "كتبت في أرض أسبانيا وخاصة في قرطبة".
لا بد أن الزيارة ألهمته بالفعل، فالقصيدة الناتجة عنها تُعد من المناسبات القليلة التي يمتدح فيها إقبال الفن أو العمارة. وقد لاحظت آن ماري شيميل:
كان شديد الملاحظة لوجود الفنون الجميلة في الثقافة الإسلامية، وقد أُعجب بالمباني التي تبدو معبرة عن قوة الإسلام الفتي والقوي، مثل مسجد قرطبة، ومنارة قطب الدين في دلهي. لكن إجمالًا، لم يُعجبه الشكل الجميل في حد ذاته.

## البناء
القصيدة مكتوبة في بحر الرجز، مع النمط التالي من المقاطع الطويلة (-) والقصيرة (˘) المقسمة إلى أربعة أركان:
– ˘ ˘ – / – ˘ – / – ˘ ˘ – / – ˘ –
مع فاصلة اختيارية أو مقطع قصير إضافي في نهاية كل سطر.
المقاطع الثمانية متميزة موضوعيًا تمامًا، لكنها مرتبطة ببعضها البعض في تقدم طبيعي للأفكار.[أ]
البيت الأول : وصف لطبيعة الزمن، باعتباره سلسلة لا تنتهي ودورية من الأيام والليالي ( سلسلة روز وشاب )، والتي هي مع ذلك مجرد حقيقة ظاهرة؛ وبالتالي فإن كل ما يخلقه الإنسان هو زائل، والنتيجة النهائية هي الفناء ( كار جهان بثبات! ).
البيت الثاني : هنا يركز إقبال على الجودة الوحيدة التي تتجاوز الزمن، والتي هي، على هذا النحو، غير قابلة للتدمير: الحب الحقيقي الروحي (عشق).
البيت الثالث : إن هذا الحب هو الذي خلق مسجد قرطبة، والقدرة على الشعور بـ"حرق وذوبان" العبادة هي التي تضع الإنسان في حالة أكثر امتيازًا حتى من أشكال النور ( "بايكار نوري" ).
البيت الرابع : إن جلال وجمال المسجد ( جلال وجمال ) يدفع إقبال إلى التفكير في طبيعة وصفات المؤمن الحقيقي، الذي يكون ملجأه في أوقات الشدة في إعلان الإيمان ( سائح شمشير منا كي بنا لا إله ).
البيت الخامس : هنا يحدد إقبال خصائص المسلم الحقيقي.
البيت السادس : تتم مقارنة مركزية مسجد قرطبة بالنسبة لإسبانيا الإسلامية بمركزية الكعبة بالنسبة للإسلام بشكل عام، مع الإشادة بالتأثير الإيجابي للإسلام على إسبانيا وأوروبا.
البيت السابع : ينعى إقبال تراجع الإسلام في أوروبا، ويستعرض الاضطرابات الكبرى التي اجتاحت أوروبا بين القرنين السادس عشر والثامن عشر. ويلاحظ أن العالم الإسلامي يشهد حاليًا اضطرابات مماثلة.
البيت الثامن : دعوة للثورة والإصلاح، كما أنه ملخص للقصيدة بشكل عام.

## طالع أيضًا
- فهرس المقالات المتعلقة بمحمد إقبال[الإنجليزية]

### الاستشهادات
1. ↑  Schimmel pp. 52, 173
2. ↑  Noorani p. 238
3. ↑  Schimmel p. 52
4. ↑  Mir p. 14
5. ↑  Schimmel p. 145
6. ↑  Matthews p.173)
7. ↑  Pritchett & Khaliq § 6.1

### الأعمال المذكورة
- Matthews، D.J. (1993). Iqbal: A Selection of the Urdu Verse. School of Oriental and African Studies. ISBN:0728602156.
- Mir، Mustansir (2006). Iqbal. I.B. Tauris. ISBN:1845110943.
- Noorani، Nasreen (1999). "The Lost Garden of Al-Andalus: Islamic Spain and the Poetic Inversion of Colonialism". International Journal of Middle East Studies. ج. 31 ع. 2: 237–254. DOI:10.1017/s0020743800054039. S2CID:161798568.
- Pritchett، Frances W.؛ Khaliq، Khaliq Ahmad (1987). Urdu Metre: A Practical Handbook. University of Wisconsin at Madison. مؤرشف من الأصل في 2023-03-27.
- Schimmel، Annemarie (1963). Gabriel's Wing: A Study into the Religious Ideas of Sir Muhammad Iqbal. Brill.

## روابط خارجية
اقرأ على الانترنت
- "Bal-i-Jibril". Iqbal Academy Pakistan. مؤرشف من الأصل في 2025-06-16.
- "Bal-i-Jibril". Iqbal Cyber Library. مؤرشف من الأصل في 2008-12-02. اطلع عليه بتاريخ 2012-04-08.
- "Gabriel's Wing, English translation of Bal-i-Jibril by Naeem Siddiqui". Iqbal Academy Pakistan. مؤرشف من الأصل في 2025-06-16.

أكاديمية إقبال، باكستان
- "Homepage". Iqbal Academy Pakistan. مؤرشف من الأصل في 2014-02-21. اطلع عليه بتاريخ 2012-04-08.